# Saison 2022 de l'équipe cycliste Bahrain Victorious
La saison 2022 de l'équipe cycliste Bahrain Victorious est la sixième de cette équipe.

## Coureurs et encadrement technique

### Effectif
| Coureur               | Date de Nais.     | Nationalité | Équipe en 2021          | Vict. | Cont. | Maillot dist.      |
| --------------------- | ----------------- | ----------- | ----------------------- | ----- | ----- | ------------------ |
| Yukiya Arashiro       | 22 septembre 1984 | Japon       | Bahrain Victorious      | 1     | 2023  | - Route            |
| Phil Bauhaus          | 8 juillet 1994    | Allemagne   | Bahrain Victorious      | 2     | 2024  |                    |
| Pello Bilbao          | 25 février 1990   | Espagne     | Bahrain Victorious      | 3     | 2024  |                    |
| Santiago Buitrago     | 26 septembre 1999 | Colombie    | Bahrain Victorious      | 3     | 2023  |                    |
| Damiano Caruso        | 12 octobre 1987   | Italie      | Bahrain Victorious      | 3     | 2024  |                    |
| Sonny Colbrelli       | 17 mai 1990       | Italie      | Bahrain Victorious      | 0     | 2022  |                    |
| Chun Kai Feng         | 2 novembre 1988   | Taïwan      | Bahrain Victorious      | 0     | 2022  |                    |
| Matevž Govekar        | 17 avril 2000     | Slovénie    | Tirol-KTM               | 1     | 2024  |                    |
| Kamil Gradek          | 17 septembre 1990 | Pologne     | Vini Zabù               | 0     | 2024  |                    |
| Jack Haig             | 6 septembre 1993  | Australie   | Bahrain Victorious      | 0     | 2023  |                    |
| Heinrich Haussler     | 25 février 1984   | Australie   | Bahrain Victorious      | 0     | 2023  |                    |
| Mikel Landa           | 13 décembre 1989  | Espagne     | Bahrain Victorious      | 0     | 2023  |                    |
| Filip Maciejuk        | 3 septembre 1999  | Pologne     | Leopard Pro Cycling     | 0     | 2023  |                    |
| Ahmed Madan           | 25 août 2000      | Bahreïn     | Bahrain Victorious      | 3     | 2022  | Route              |
| Gino Mäder            | 4 janvier 1997    | Suisse      | Bahrain Victorious      | 0     | 2024  |                    |
| Jonathan Milan        | 1er octobre 2000  | Italie      | Bahrain Victorious      | 2     | 2023  |                    |
| Matej Mohorič         | 19 octobre 1994   | Slovénie    | Bahrain Victorious      | 2     | 2023  |                    |
| Domen Novak           | 12 juillet 1995   | Slovénie    | Bahrain Victorious      | 0     | 2022  |                    |
| Alejandro Osorio      | 28 mai 1998       | Colombie    | Caja Rural-Seguros RGA  | 0     | 2022  |                    |
| Hermann Pernsteiner   | 7 août 1990       | Autriche    | Bahrain Victorious      | 0     | 2023  |                    |
| Wout Poels            | 1er octobre 1987  | Pays-Bas    | Bahrain Victorious      | 2     | 2024  |                    |
| Johan Price-Pejtersen | 26 mai 1999       | Danemark    | Uno-X Pro               | 0     | 2023  |                    |
| Luis León Sánchez     | 24 novembre 1983  | Espagne     | Astana-Premier Tech     | 0     | 2023  |                    |
| Jasha Sütterlin       | 4 novembre 1992   | Allemagne   | Team DSM                | 0     | 2023  |                    |
| Dylan Teuns           | 1er mars 1992     | Belgique    | Bahrain Victorious      | 2     | 2022  |                    |
| Jan Tratnik           | 23 février 1990   | Slovénie    | Bahrain Victorious      | 1     | 2022  | - Contre-la-montre |
| Stephen Williams      | 9 juin 1996       | Royaume-Uni | Bahrain Victorious      | 1     | 2022  |                    |
| Fred Wright           | 13 juin 1999      | Royaume-Uni | Bahrain Victorious      | 0     | 2023  |                    |
| Edoardo Zambanini     | 21 avril 2001     | Italie      | Zalf Euromobil Fior     | 0     | 2023  |                    |
| Coureurs stagiaires.  |                   |             |                         |       |       |                    |
| Fran Miholjević       | 2 août 2002       | Croatie     | Cycling Team Friuli ASD | 0     | 2024  |                    |

## Champions nationaux, continentaux et mondiaux
| Date         | Course                                      | Maillot | Coureurs        | Pays     | Lieu       |
| ------------ | ------------------------------------------- | ------- | --------------- | -------- | ---------- |
| 26 mars 2022 | Championnats de Bahreïn sur route           |         | Ahmed Madan     | Bahreïn  |            |
| 22 juin 2022 | Championnat de Slovénie du contre-la-montre |         | Jan Tratnik     | Slovénie | Novo mesto |
| 26 juin 2022 | Championnat du Japon sur route              |         | Yukiya Arashiro | Japon    | Mihara     |